# Historia LGBT en Grecia
Este artículo trata sobre la historia de las personas lesbianas, gays, bisexuales y transgénero (LGBT) en Grecia.

## Segundo milenio después de Cristo
- En 1858, el Imperio otomano[1]
- La práctica homosexual fue despenalizada en 1951.[1]

## Tercer milenio después de Cristo
- En noviembre de 2003, NCRTV (Consejo Nacional de Radio y Televisión) multó a una de las cadenas de televisión de Grecia, Mega, con 100.000 euros,[2] en parte por haber transmitido un beso entre dos personajes masculinos del popular programa de televisión 'Klise ta Matia' (en griego: Κλείσε τα Μάτια ). Sin embargo, en diciembre de 2006, el Consejo de Estado de Grecia, el tribunal administrativo supremo del país, anuló esta decisión y dictaminó que la multa de NCRTV era inconstitucional.[cita requerida]
- En 2015 se legalizaron las uniones civiles para parejas del mismo sexo[3]
- En 2017 se aprueba la Ley de Reconocimiento Legal de Género[4]
- El 6 de mayo de 2018, las parejas del mismo sexo en uniones civiles en Grecia obtuvieron el derecho a acoger niños, aunque la adopción seguía siendo ilegal.[5]